# Angelika Kauffmann

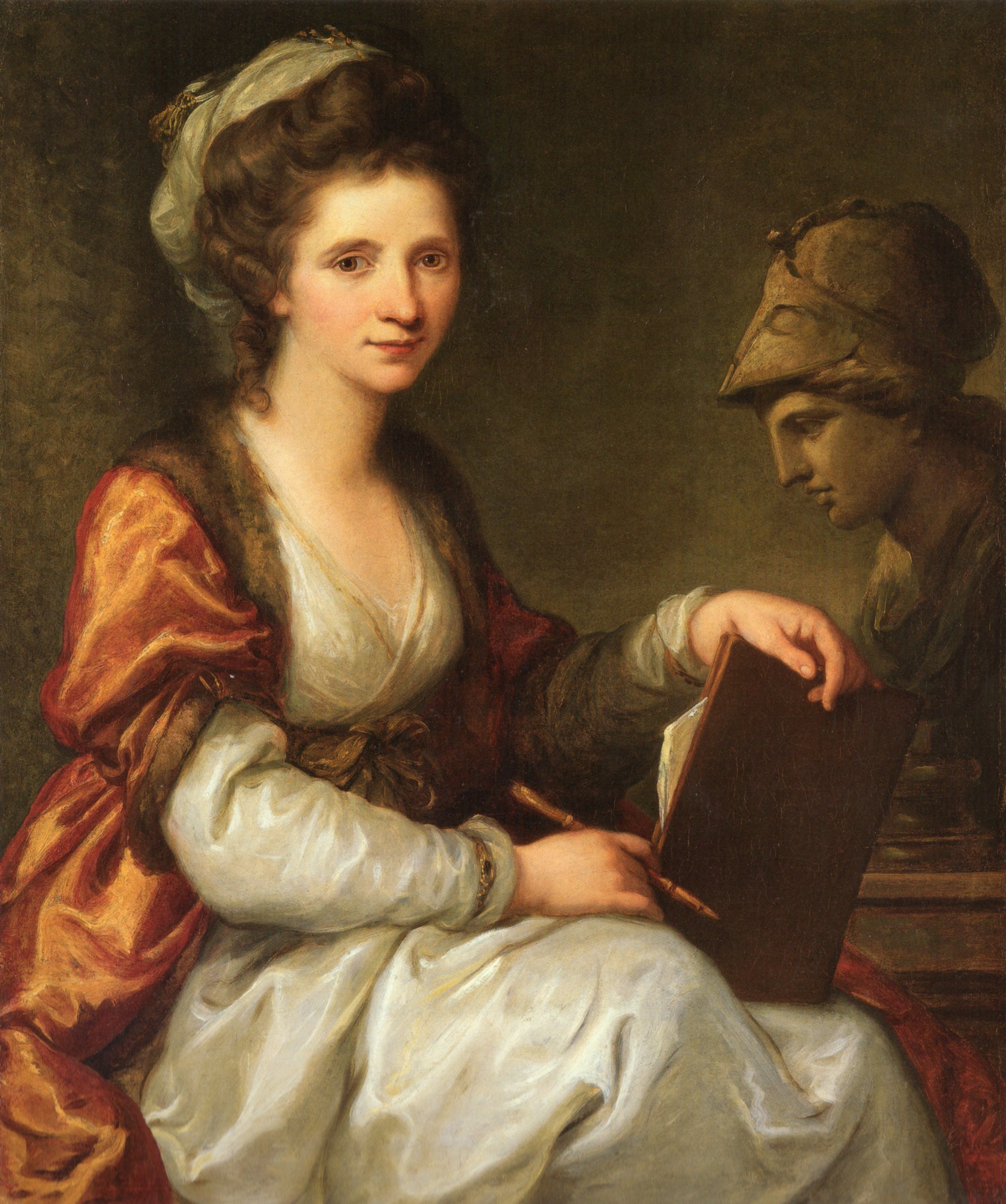
Angelika Kauffmann, Selbstbildnis mit Büste der Minerva, 1780–1781,
Inventarnummer GKS922, Depositum der Gottfried Keller-Stiftung im Bündner Kunstmuseum, Chur

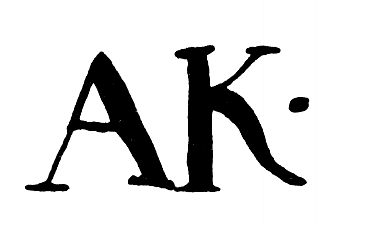
Angelika Kauffmanns Monogramm

Angelika Kauffmann RA (eigentlich Maria Anna Angelica Catharina Kauffmann) (* 30. Oktober 1741 in Chur, Freistaat der Drei Bünde; † 5. November 1807 in Rom) war eine bekannte schweizerisch-österreichische Malerin des empfindsamen Klassizismus. Laut der Einschätzung der Gottfried Keller-Stiftung war sie in ihrer Zeit das, was man heute einen Superstar nennen würde.

## Biografie

### Kindheit und Jugend

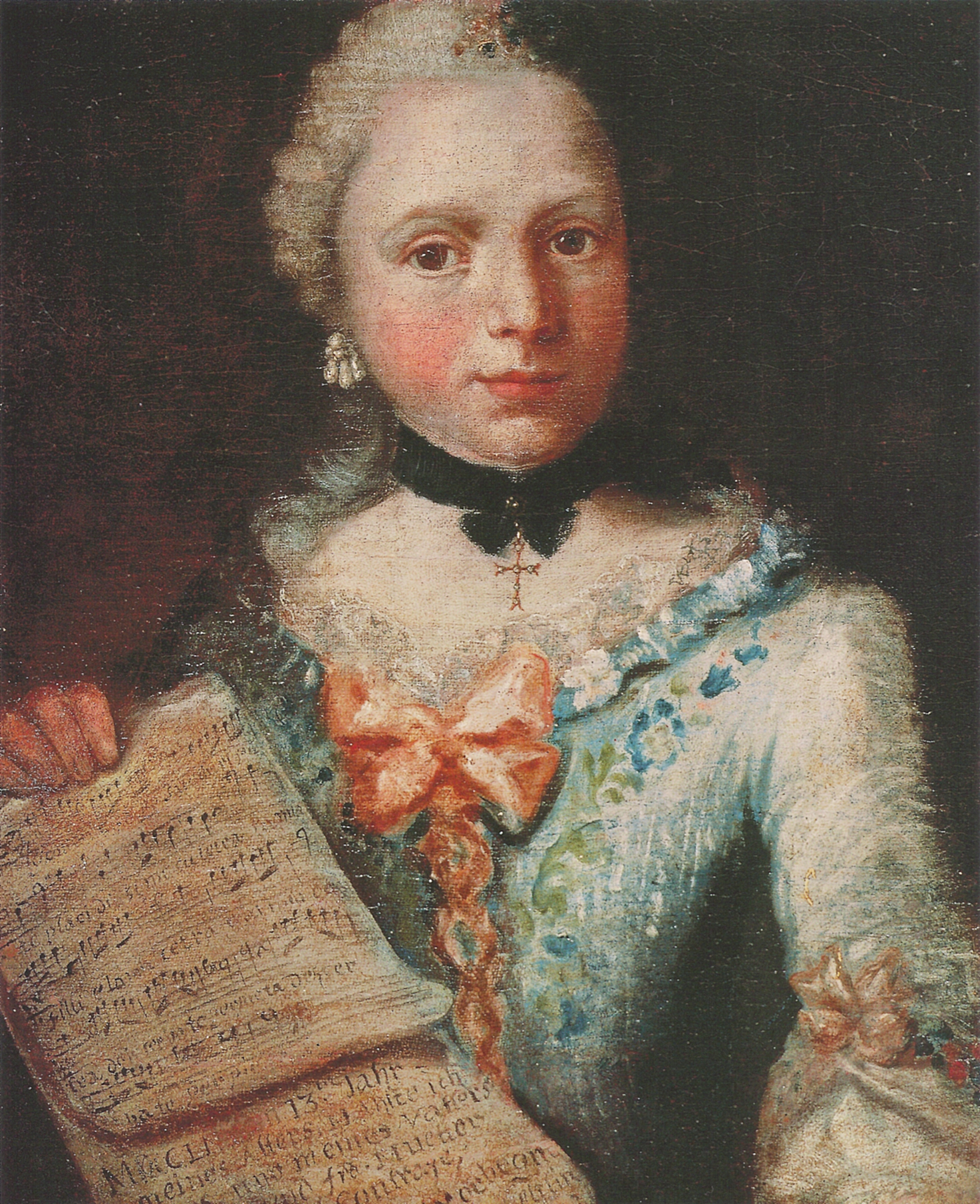
Angelika Kauffmann: Selbstporträt als Sängerin mit Notenblatt, 1753

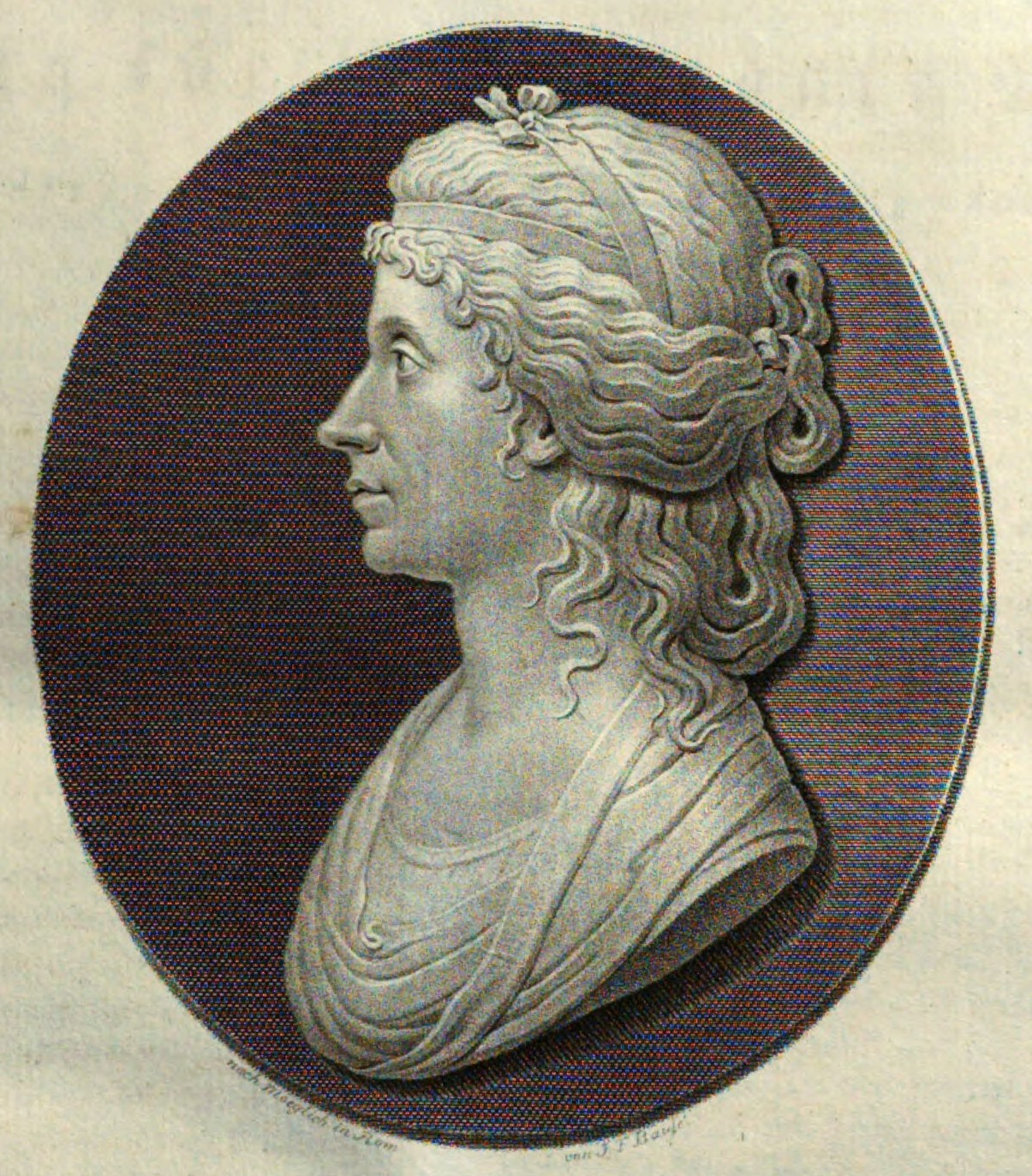
Angelika Kauffmann: Porträt von Johann Friedrich Bause, um 1801

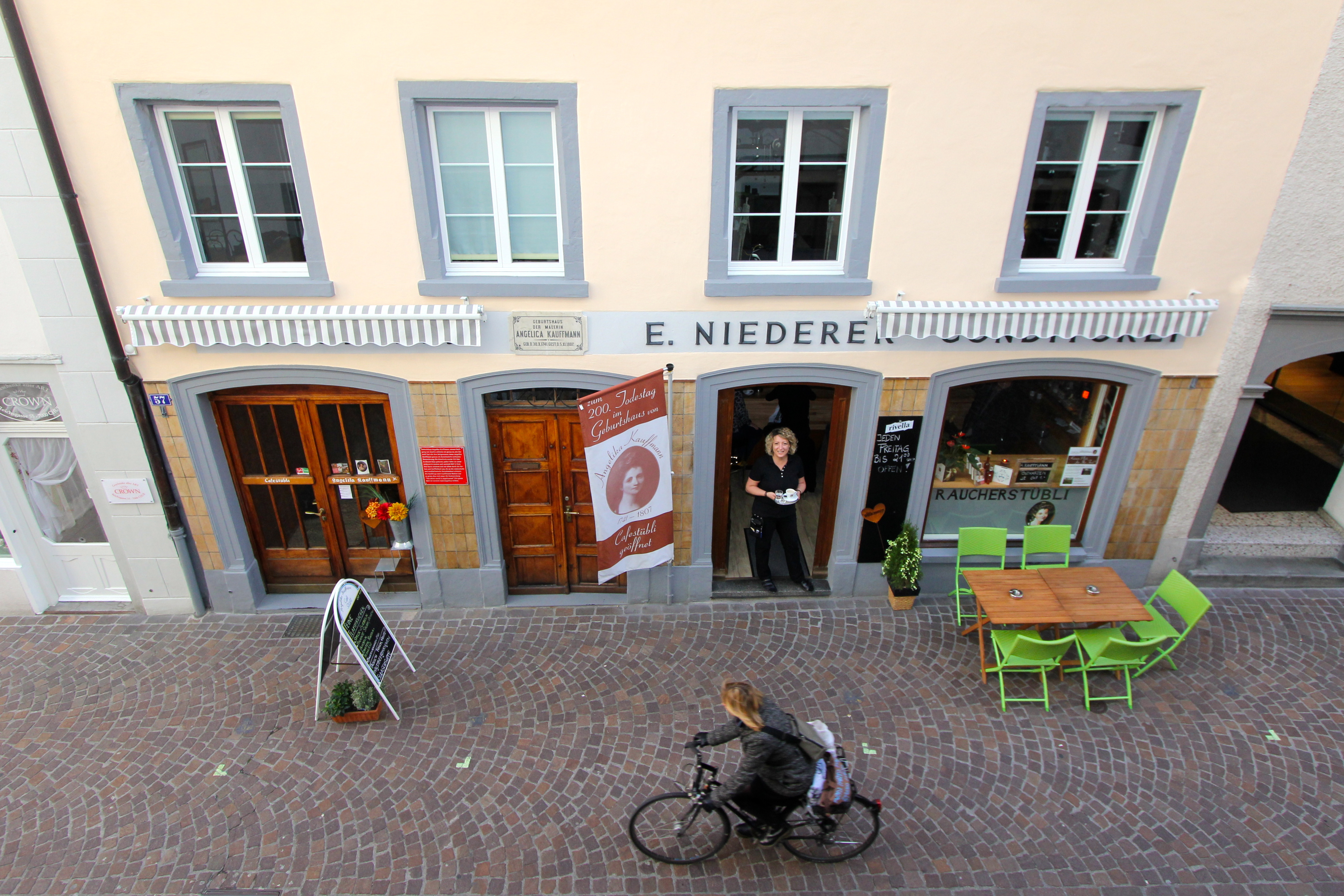
Geburtshaus von Angelika Kauffmann an der Reichsgasse 57 in Chur

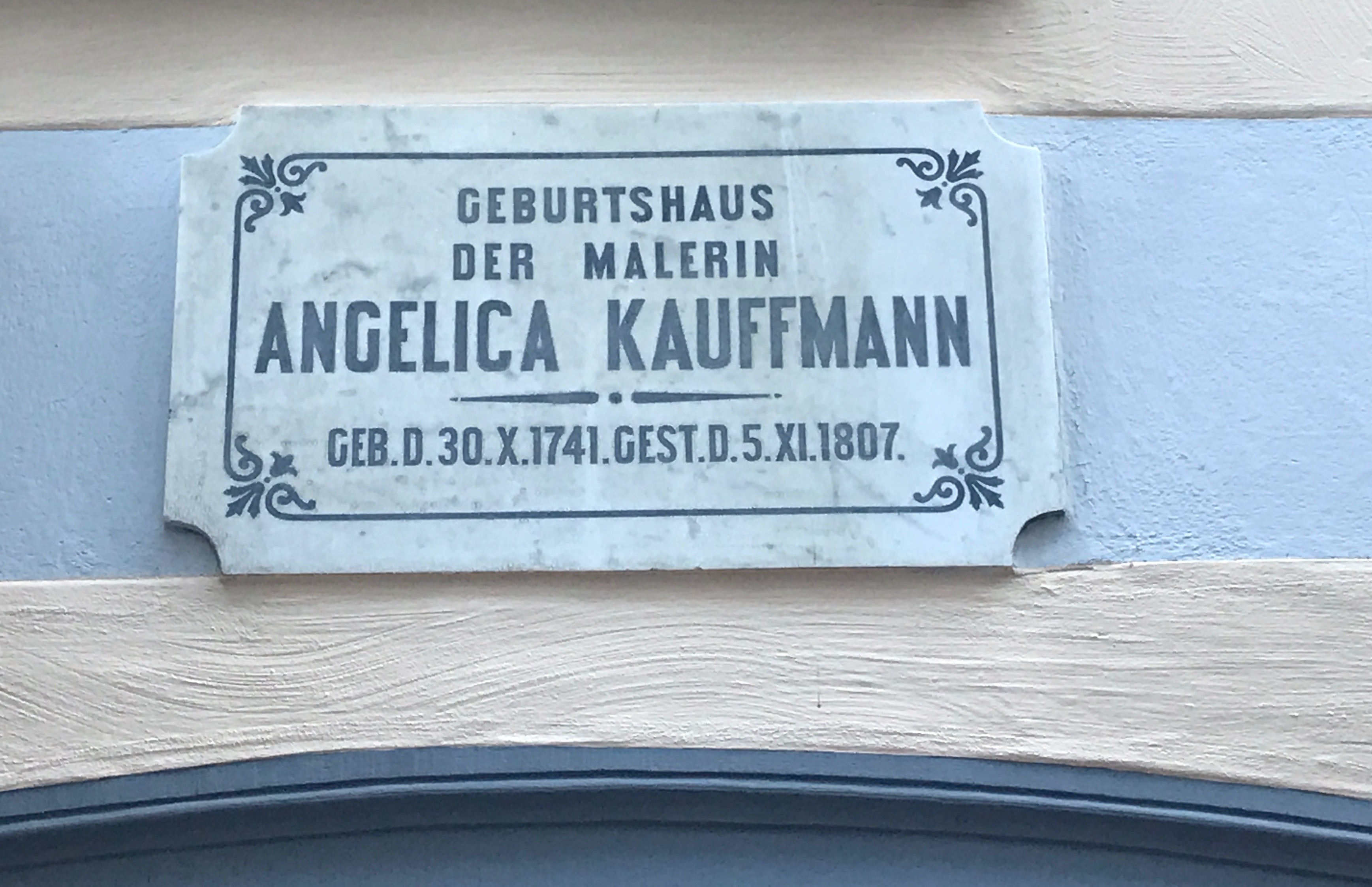
Gedenktafel am Geburtshaus

Angelika Kauffmann wurde 1741 als Tochter des Porträt- und Freskenmalers Joseph Johann Kauffmann und seiner Frau, der Hebamme Cleophea Lutz, in der Reichsgasse 57 der Gotteshausbund-Stadt Chur, wo ihr Vater zu diesem Zeitpunkt am bischöflichen Schloss arbeitete, geboren. Im Jahr 1752 zog die Familie nach Como, wo die größten Auftraggeber des Vaters – als auch später Angelika Kauffmanns – schließlich die Grafen von Salis wurden. Das Mädchen wuchs am Comer See auf, galt mit sechs Jahren bereits als zeichnerisches Wunderkind und wurde von ihrem Vater und verschiedenen Lehrern in Como und Mailand in Malerei und Musik unterrichtet, da es für Mädchen keine reguläre Schulbildung gab. So brachte ihr der Vater Lesen und Schreiben bei, und die Mutter unterrichtete sie in Sprachen, zuerst Deutsch und Italienisch, dann Englisch und Französisch.
Im Jahr 1753 malte sie ihr erstes Selbstbildnis, nachdem sie der Vater in Malerei unterwiesen hatte. Angelika Kauffmann selbst beschrieb ihre Jugendzeit als durch herrliche Paläste, schöne Villen, elegante Boote und prächtige Theater geprägt. Von 1754 bis 1757 reiste die Familie nach Italien, wo sie sich in Mailand am Hof des österreichischen Generalgouverneurs, Francesco III. d’Este, Herzog von Modena und Reggio, aufhielt.

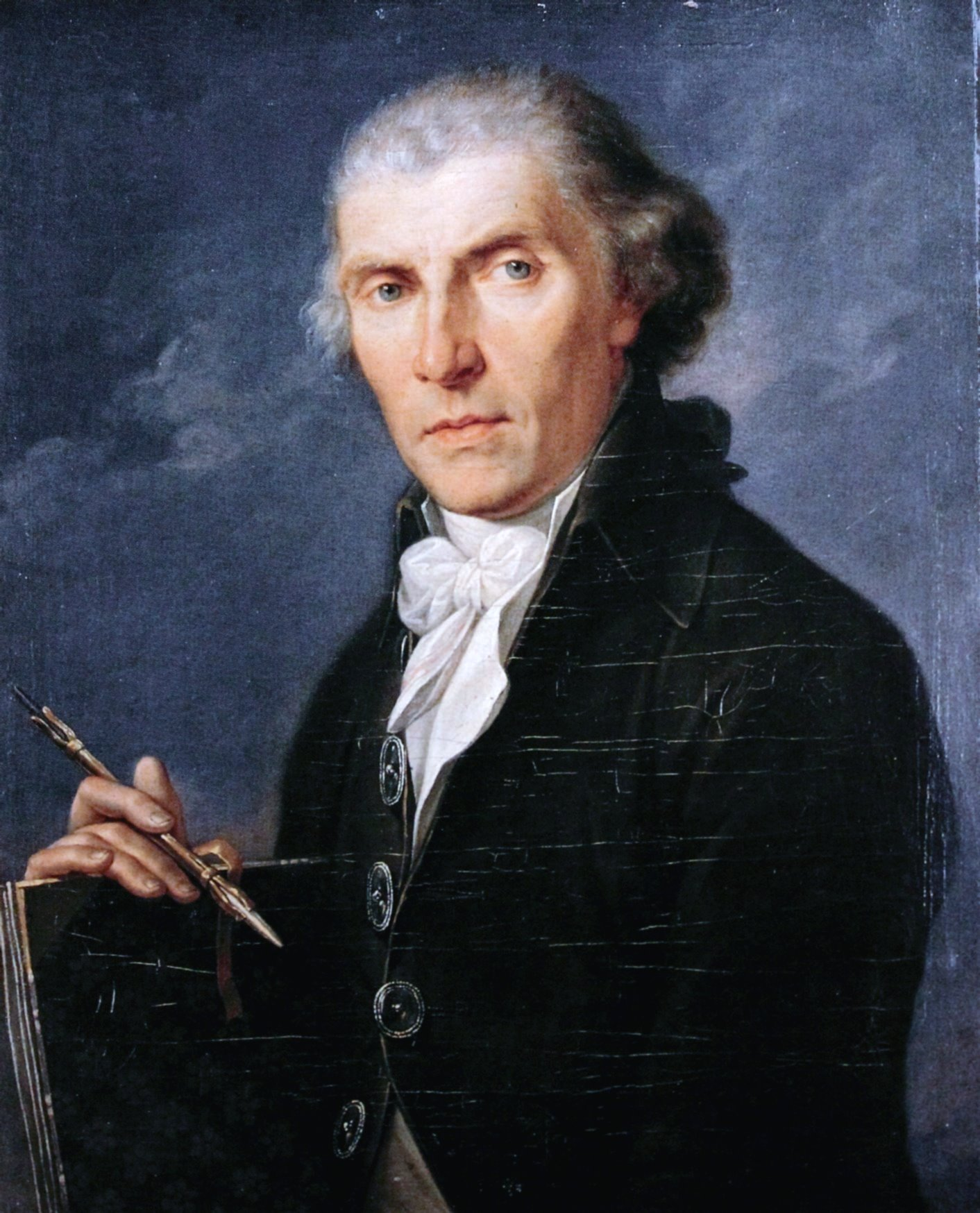
Angelika Kauffmanns Bildnis des Vaters Joseph Johann Kauffmann, um 1761–1764

Nach dem Tod der Mutter am 1. März 1757 in Mailand zog sie mit ihrem Vater ins väterliche Haus nach Schwarzenberg im Bregenzerwald. Dort entstanden weitere Jugendwerke. Nach einem verheerenden Brand in der örtlichen Kirche übernahm ihr Vater die innere Neugestaltung des wieder aufgebauten Gotteshauses. Angelika malte dreizehn Halbfiguren der Apostel nach den Vorlagen von Giovanni Battista Piazzetta und spendete mit ihrer Kunst zu einem späteren Zeitpunkt auch noch das Bild des Hochaltars. Diese Fresken blieben ihr einziges Werk auf dem Gebiet der Wandmalerei.

### Karriere

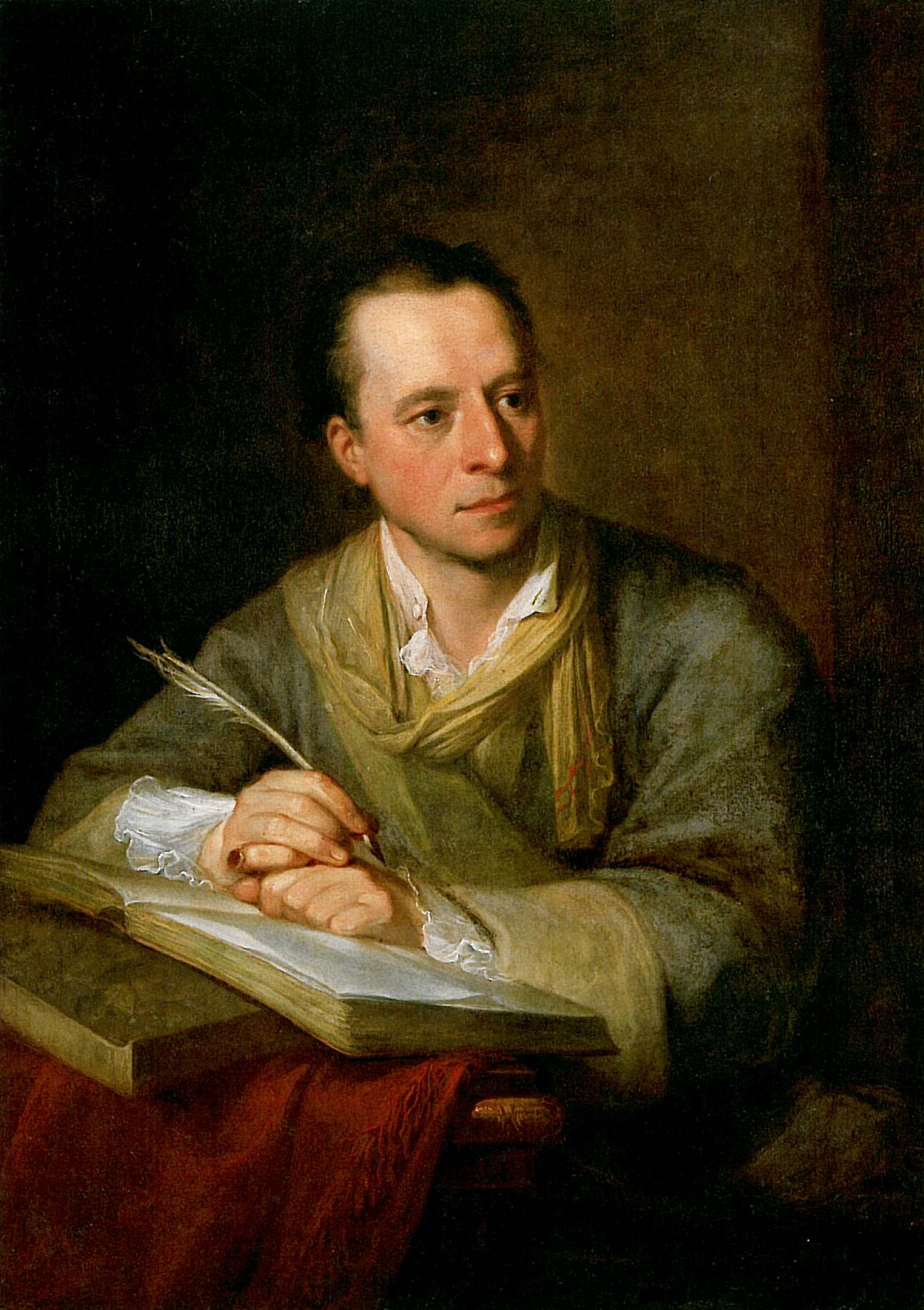
Bildnis Johann Joachim Winckelmann, 1764

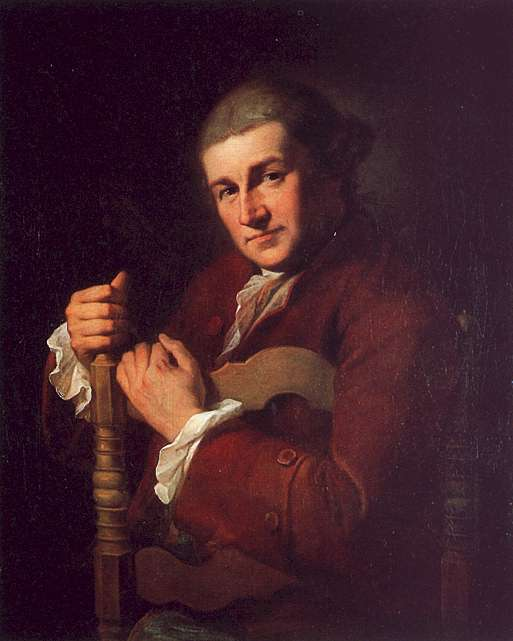
Bildnis David Garrick, 1764, Stamford, Burghley House

In den Jahren 1757–1759 führten sie Auftragsreisen nach Meersburg und Tettnang, bei denen sie neben anderen den Fürstbischof von Konstanz, Franz Konrad von Rodt, sowie Mitglieder der gräflichen Familie von Montfort porträtierte. In der ihr zunächst ungewohnten Umgebung entwickelte sie sich weiter, ehe sie 1760 mit dem Vater wieder nach Italien aufbrach, um dort die Kunst der Antike und der Renaissance zu studieren. Unterwegs verdienten sie sich das Reisegeld, indem sie in Graubünden und im Veltlin Einheimische porträtierten.
In den Jahren 1760–1762 hielt sie sich für längere Zeit mit dem Vater in Mailand, Modena und Parma auf. Am 9. Juni 1762 erreichten sie Florenz. Am 5. Oktober wurde Kauffmann zum Ehrenmitglied der Accademia Clementina di Bologna gewählt und fünf Tage später erhielt sie das Diplom der Accademia del Disegno. Ab Januar 1763 war sie mit ihrem Vater in Rom ansässig, wo sie bis 1766 blieb. Dort malte sie zahlreiche Zeitgenossen. Schlagartig bekannt wurde sie 1764 mit dem Bildnis des Begründers der modernen Kunstwissenschaften und der Klassischen Archäologie Johann Joachim Winckelmann.
Vom 6. Juli 1763 bis zum 12. April 1764 besuchten sie Neapel und Ischia, wo Angelika Kauffmann im Palazzo Capodimonte einige Kopien anfertigen durfte und sich anschließend beim König von Neapel für die Erlaubnis bedankte. Dann spezialisierte sie sich auf Porträts berühmter Italienreisender, vorwiegend Engländer. Das Bildnis des bekannten Schauspielers David Garrick gelang ihr so gut, dass es ihr Vater nach London zur Ausstellung der Society of Artists schickte. Dieses Werk machte sie auch in England berühmt. Mit ihrem Aufnahmestück „Die Hoffnung“ wurde Kauffmann am 5. Mai 1765 Mitglied der Accademia di San Luca in Rom. Am 1. Juli 1765 reisten sie über Bologna nach Venedig.
Auf Empfehlung einer Lady Wentworth übersiedelten Vater und Tochter im Frühjahr 1766 von Italien nach London, wo sie am 22. Juni ankamen und sich vorübergehend in einer Wohnung in der Suffolk Street in Charing Cross einrichteten. Kauffmann besuchte dort unter anderem am 30. Juni den berühmten englischen Maler Joshua Reynolds in seinem Atelier. Am 20. Oktober 1766 porträtierte sie ihn schließlich auf Leinwand. Seinen Heiratsantrag soll sie abgelehnt haben, er förderte aber dennoch weiter ihre Karriere in England. Kauffmann und Reynolds porträtierten sich gegenseitig, Kauffmanns Reynolds-Bildnis ist neben drei anderen ihrer Werke im Saltram House in Plympton bei Plymouth zu sehen.
Am 22. November 1767 heiratete Kauffmann den angeblichen schwedischen Grafen Frederick de Horn. Diese kurze erste Ehe verlief für sie unglücklich. Horn, der als Heiratsschwindler betrachtet werden muss, verschwand plötzlich mit all ihren Ersparnissen. Am 10. Februar 1768 wurde ihre Ehe durch ein Gericht der anglikanischen Staatskirche für ungültig erklärt.
Kauffmann war neben Mary Moser die einzige Frau unter den 34 vom König ernannten Gründungsmitgliedern der Royal Academy (1768). Fortan stellte sie ihre Bilder immer wieder in den Räumlichkeiten der Academy in London aus. Als die Royal Academy nach Somerset House übersiedelte, durfte sie dort vier ovale allegorische Deckengemälde gestalten.

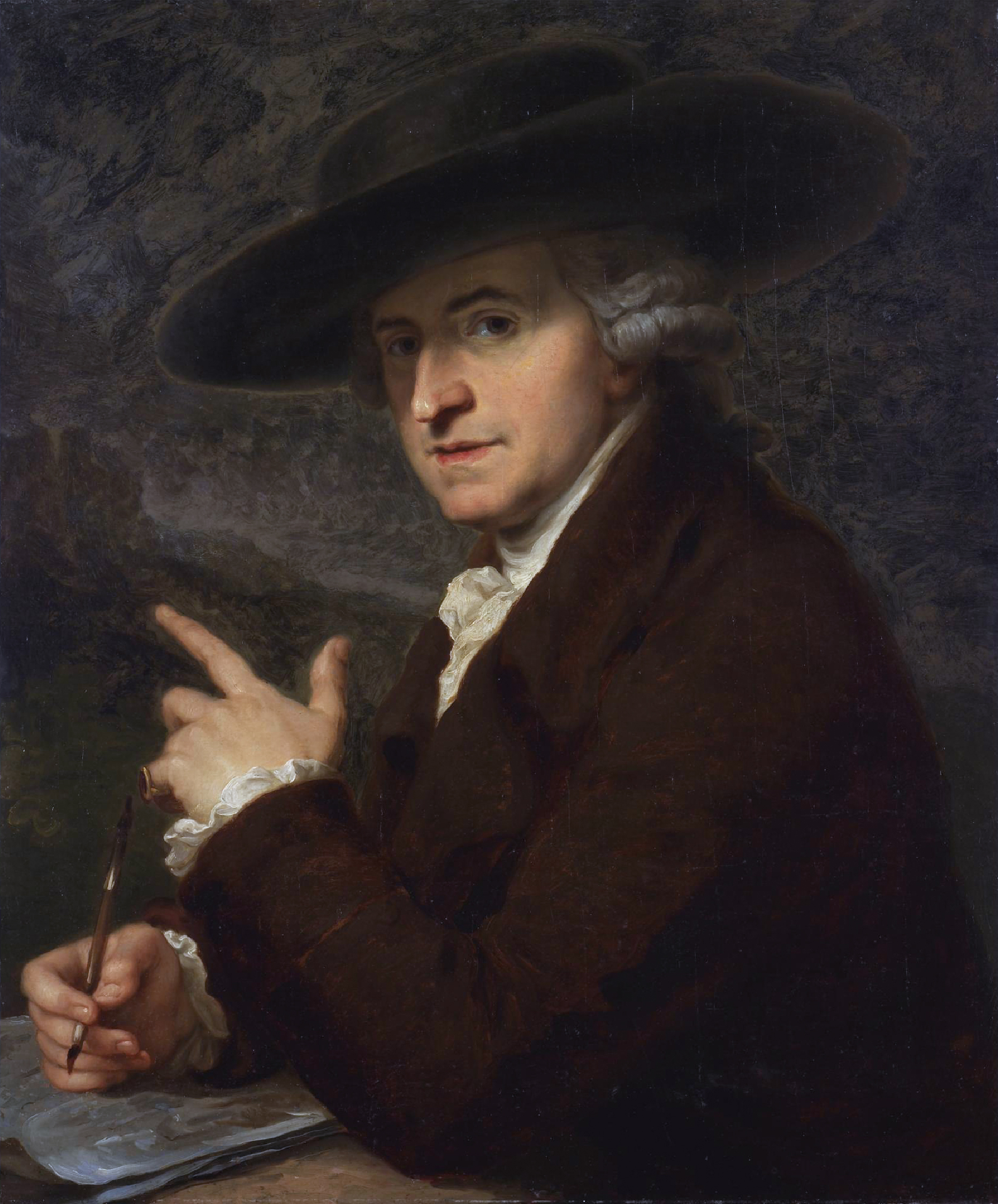
Angelika Kaufmanns Bild des Ehemanns Antonio Zucchi, 1781

Kauffmanns zweiter, auf Wunsch des Vaters gewählter Ehemann war der erheblich ältere venezianische Maler Antonio Zucchi (1726–1795), den sie im Juli 1781 in London heiratete und der in der Folge auch als ihr „Manager“ fungierte. Kurz darauf reiste das frischvermählte Paar mit Kauffmanns Vater nach Flandern, Schwarzenberg, Verona und Padua und erreichte im Oktober Venedig. Im Januar 1782 starb Kauffmanns Vater.

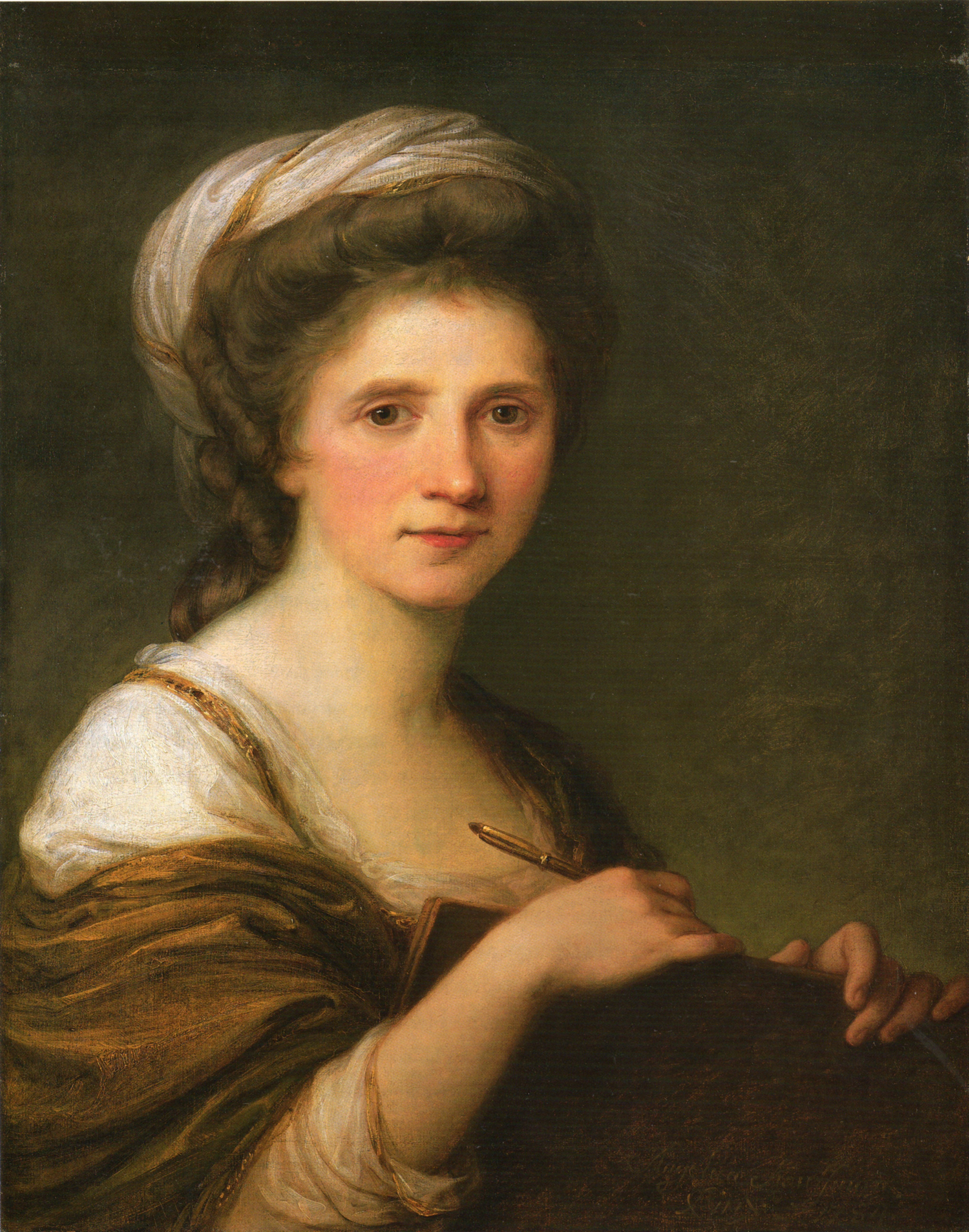
Selbstporträt von 1784,
Neue Pinakothek, München

Im November desselben Jahres richtete sich das Ehepaar ein Haus und Atelier bei Santa Trinità dei Monti auf dem Pincio in Rom ein. Das frühere Haus des Malers Anton Raphael Mengs in der Via Sistina 72 wurde zum Treffpunkt der Künstler der Stadt, aber auch der Hocharistokratie. Kaiser Joseph II. war dort zu Gast, der bayerische Kronprinz, Anna Amalia von Sachsen-Weimar-Eisenach, Johann Wolfgang von Goethe (1787) und Johann Gottfried Herder (1788/1789). Letzterer nannte Kauffmann die „kultivierteste Frau Europas“. Eine enge Freundschaft verband sie mit dem Kunstagenten Johann Friedrich Reiffenstein (1719–1793) bis zu dessen Tod.
Im Jahr 1791 bis 1792 malte Kauffmann ihr wohl wichtigstes Selbstporträt, das Selbstbildnis am Scheideweg zwischen Musik und Malerei, das im Moskauer Puschkin-Museum zu sehen ist.
Eine weitere Version, signiert 1794, befindet sich heute im Nostell Priory.
1795 starb Antonio Zucchi, und in der Folge lebte sie zurückgezogener. In ihrer Malerei widmete sie sich immer häufiger religiösen Themen. Von einer schweren Erkrankung 1802 konnte sie sich nie mehr richtig erholen. Angelika Kauffmann starb am 5. November 1807 und wurde in der Kirche Sant’Andrea delle Fratte bestattet. Noch im selben Jahr wurde eine Büste von ihr im Pantheon in Rom aufgestellt.

### Goethe
Goethe, der ab Juni 1787 mit Johann Heinrich Wilhelm Tischbein und einer Reihe weiterer deutschsprachiger Künstler fast ein Jahr lang in einer Art Wohngemeinschaft in der Via del Corso Nr. 18 lebte, heute als Museum Casa di Goethe bekannt, notiert in seinem Buch Italienische Reise über Angelika Kauffmann:

„Es war herkömmlich geworden, daß sie Sonntag um Mittag mit ihrem Gemahl und Rat Reiffenstein bei mir vorfuhr und wir sodann mit möglichster Gemütsruhe uns durch eine Backofenhitze in irgendeine Sammlung begaben, dort einige Stunden verweilten und sodann zu einer wohlbesetzten Mittagstafel bei ihr einkehrten. Es war vorzüglich belehrend, mit diesen drei Personen, deren eine jede in ihrer Art theoretisch, praktisch, ästhetisch und technisch gebildet war, sich in Gegenwart so bedeutender Kunstwerke zu besprechen.“

„Sie ist nicht glücklich, wie sie es zu sein verdiente bei dem wirklich großen Talent und bei dem Vermögen, das sich täglich mehrt. Sie ist müde, auf den Kauf zu malen, und doch findet ihr alter Gatte es gar zu schön, daß so schweres Geld für oft leichte Arbeit einkommt. Sie möchte nun sich selbst zur Freude, mit mehr Muße, Sorgfalt und Studium arbeiten und könnte es... Das ist nun aber nicht und wird nicht. Sie spricht sehr aufrichtig mit mir, ich hab' ihr meine Meinung gesagt, hab' ihr meinen Rat gegeben und muntre sie auf, wenn ich bei ihr bin.“

„Angelika hat sich das Vergnügen gemacht und zwei Gemälde gekauft. Eins von Tizian, das andere von Paris Bourdon. Beide um einen hohen Preis. Da sie so reich ist, daß sie ihre Renten nicht verzehrt und jährlich mehr dazu verdient, so ist es lobenswürdig, daß sie etwas anschafft, das ihr Freude macht, und solche Sachen, die ihren Kunsteifer erhöhen. Gleich sobald sie die Bilder im Hause hatte, fing sie an, in einer neuen Manier zu malen, um zu versuchen, wie man gewisse Vorteile jener Meister sich zu eigen machen könnte.“

Goethe lernte Angelika Kauffmann in ihren Blütejahren kennen und schätzen. Er las ihr die eben vollendete neue Fassung der Iphigenie vor und freute sich über ihre positive Meinung. Kauffmann fertigte Illustrationen für das Schauspiel an. Goethe revanchierte sich mit einer Werkausgabe.

Illustrationen für Goethe
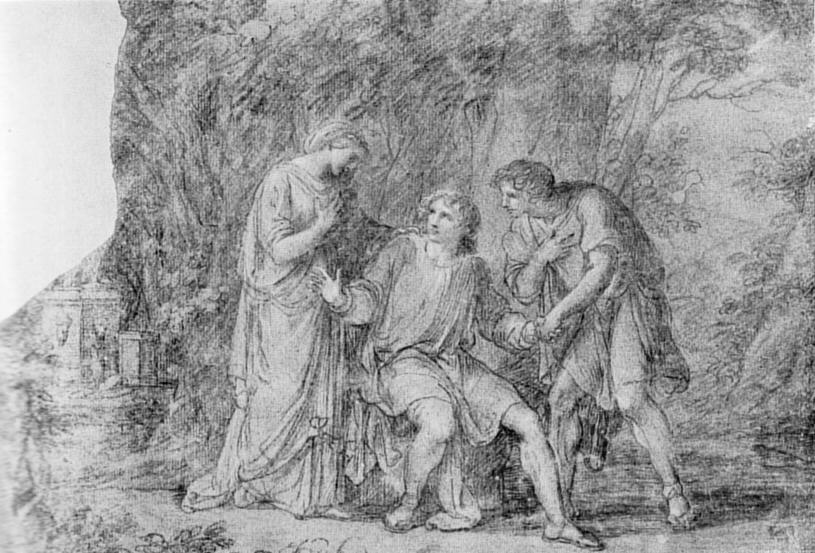
Szene aus Goethes Iphigenie
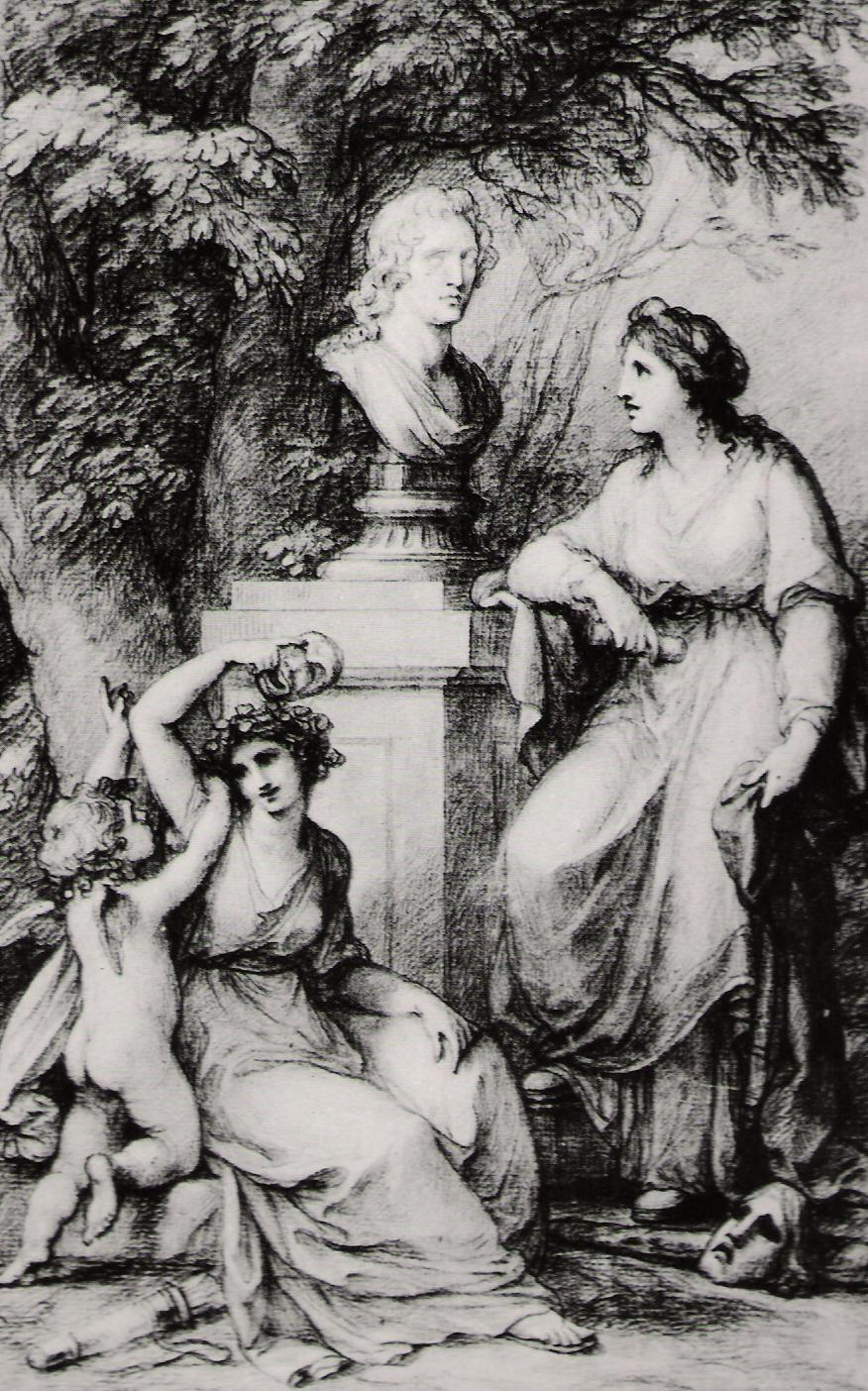
Huldigung der Muse vor Goethes Büste
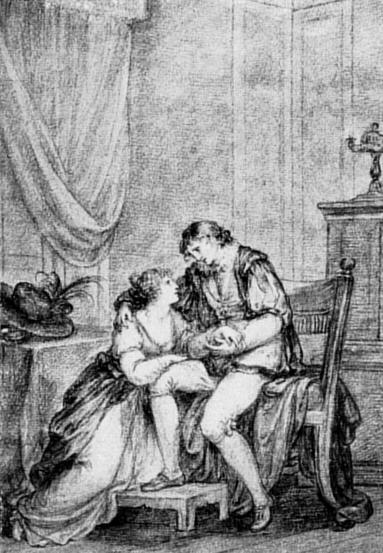
Illustration für Goethes Egmont
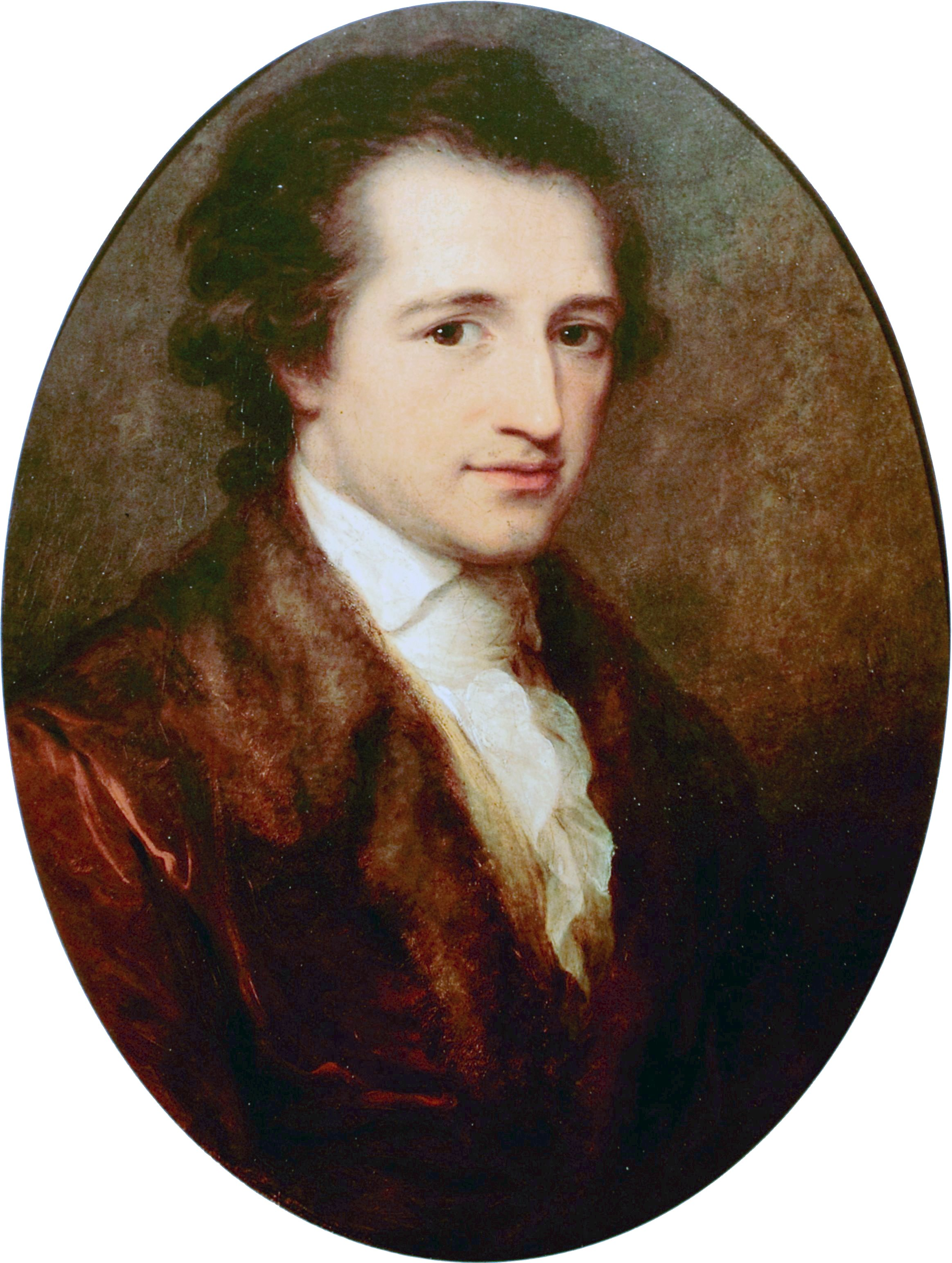
Der junge Goethe, 1787

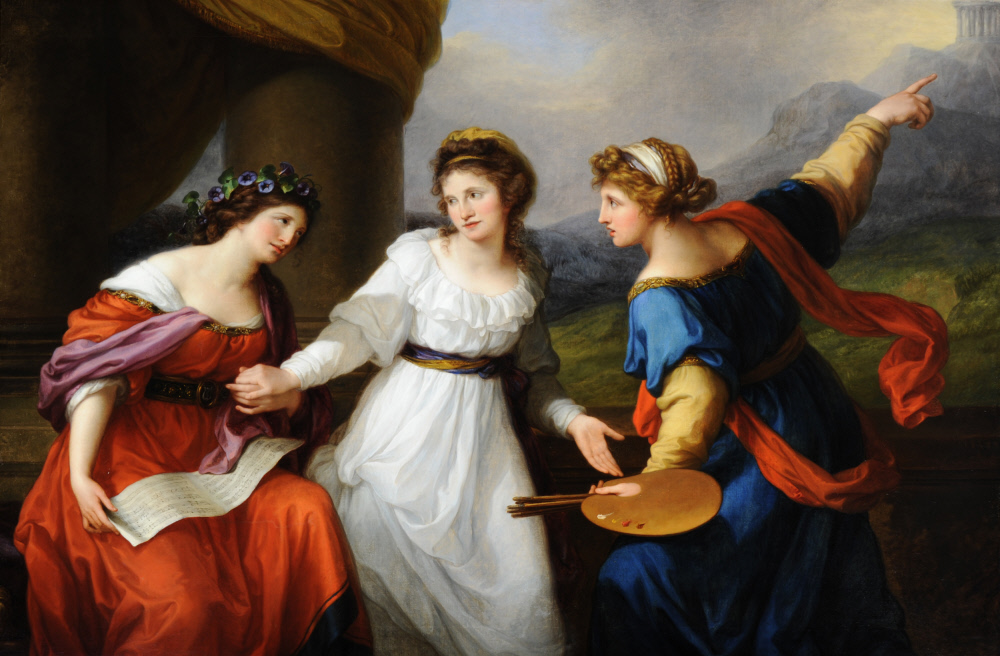
Selbstbildnis am Scheideweg zwischen Musik und Malerei, 1794

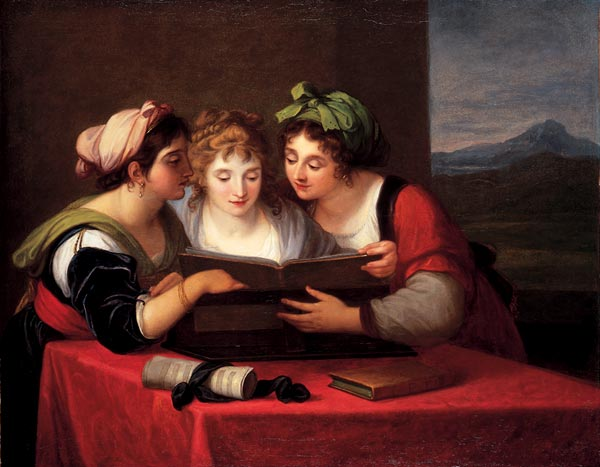
Drei Sängerinnen, 1795

In seiner Farbenlehre berichtete Goethe von seinen Diskussionen mit Angelika Kauffmann und lobte ihre Experimentierfreudigkeit. Zur Unterstützung ihrer Argumente habe sie „Landschaften ganz ohne blaue Farbe“ gemalt.
Ihr Goethe-Porträt kritisierte er jedoch:

„Es ist immer ein hübscher Bursche, aber keine Spur von mir.“

Nach Goethes Abreise schrieb ihm Kauffmann:

„Theürer Freünd! Ihr abschid von uns durchdrang mier Herz und Seele, der tag Ihrer abreis war einer der traurigen tagen meines Lebens.“

In Eckermanns „Gesprächen mit Goethe“ vermerkte Eckermann unter dem 5. Dezember 1823:

„Ich brachte Goethen einige Mineralien, besonders ein Stück thonigen Oker, den Deschamps zu Cormayan gefunden, und wovon Herr Massot viel Rühmens macht. Wie sehr aber war Goethe erstaunt, als er in dieser Farbe ganz dieselbige erkannte, die Angelika Kaufmann zu den Fleischpartieen ihrer Gemälde zu benutzen pflegte. ‚Sie schätzte das Wenige das sie davon besaß, sagte er, nach dem Gewicht des Goldes. Der Ort indeß wo es herstammte und wo es zu finden, war ihr unbekannt.‘“

### Tod und Nachruhm

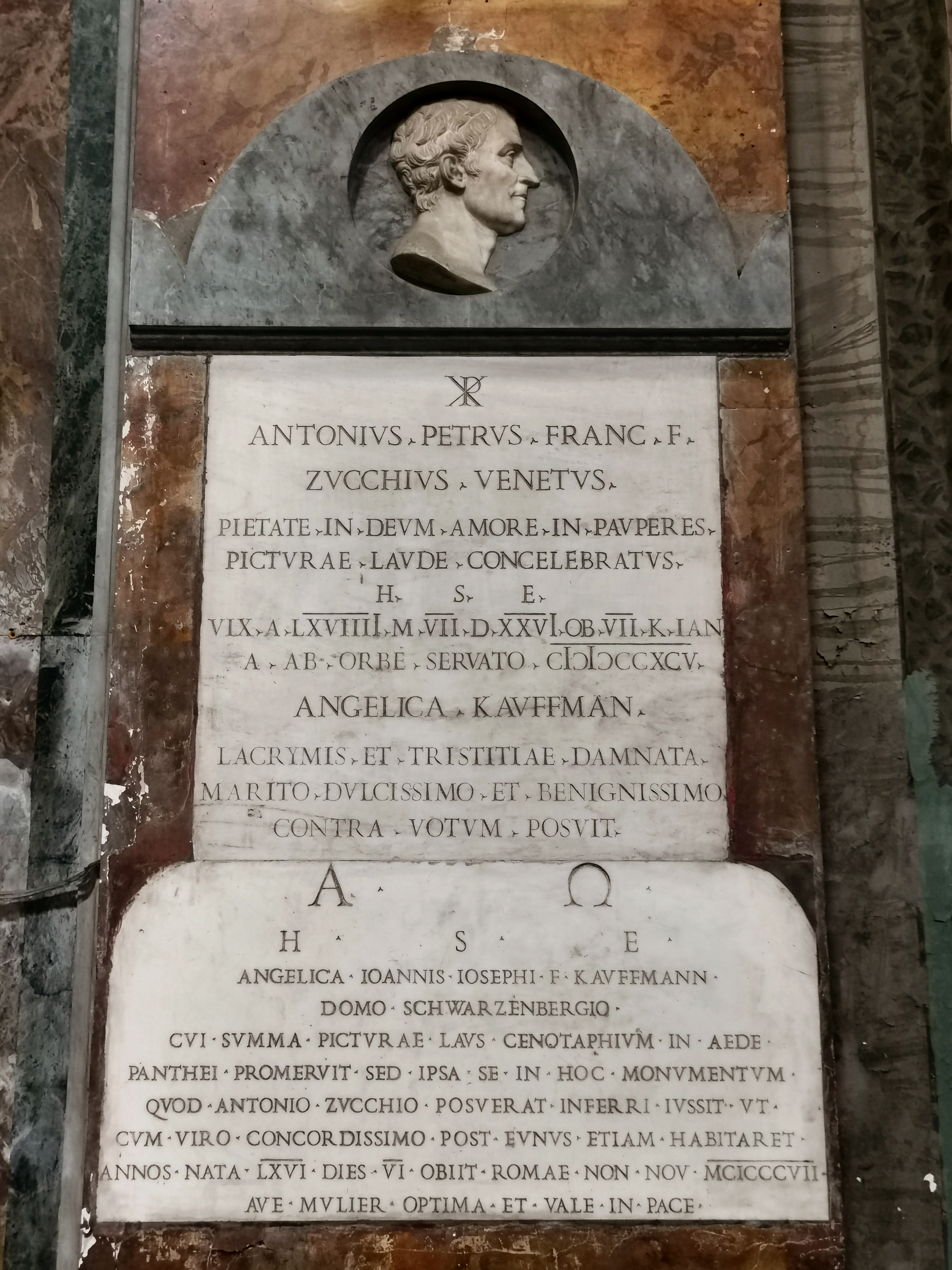
Grabstätte in der Kirche Sant’Andrea delle Fratte, Rom

Liechtensteinische Briefmarke (1982)

Das Begräbnis der berühmten Malerin 1807 wurde von dem Bildhauer Antonio Canova zu einem prunkvollen Trauerzug gestaltet. Kauffmann und ihr Ehemann liegen in der römischen Kirche Sant’Andrea delle Fratte begraben. Die beiden Grabinschriften wurden von Angelika Kauffmann verfasst und sind ein Zeichen für ihr Selbstverständnis und Selbstbewusstsein als bedeutende Künstlerin ihrer Zeit.
Schon 1810 erschien die erste Biografie Kauffmanns von Giovanni Rossi in italienischer Sprache verfasst, 1814 die deutsche Fassung von Alois Weinhart unter dem Titel Leben der berühmten Malerin Angelika Kauffmann.
Die vorletzte Ausgabe des Hundert-Schilling-Scheins zeigte das Porträt Angelika Kauffmanns nach dem Gemälde von Reynolds.
Das Fürstentum Liechtenstein gab im Dezember 1982 eine Briefmarke zum Andenken an den Besuch Kauffmanns in Liechtenstein heraus, auf welcher ihr im Jahr 1780 entstandenes Gemälde Selbstbildnis mit Büste der Minerva abgebildet ist.
In Schwarzenberg, der Wahlheimat von Angelika Kauffmann, wurde im Jahr 2007 das seit 1913 bestehende Angelika-Kauffmann-Museum erweitert. Es wurde mit dem Österreichischen Museumsgütesiegel ausgezeichnet und ist ein historisches Haus aus dem 16. Jahrhundert mit modernen Schauräumen.
Die jährlich wechselnden Ausstellungen widmen sich in unterschiedlichen Perspektiven dem Schaffen von Angelika Kauffmann. 2017 wurde die Ausstellung Ich sehe mich. Frauenporträts von Angelika Kauffmann gezeigt, 2018 beschäftigte sich die Ausstellung mit von ihr gemalten Männerporträts.
Angelika Kauffmann gehört zu den Frauen in der Kunst, die nach ihrem Tod niemals in Vergessenheit geraten sind.

Werke (Auswahl)
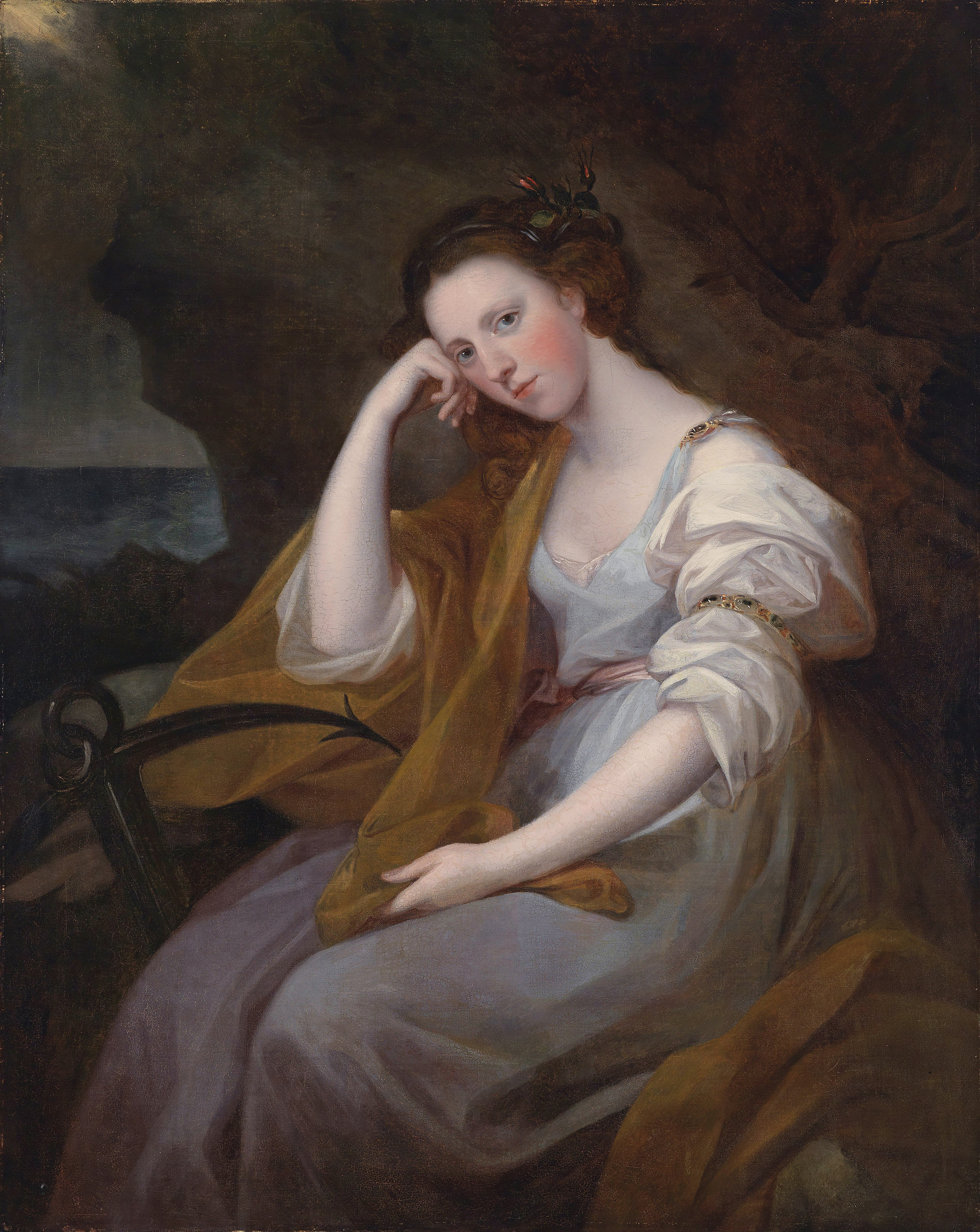
Porträt der Louisa Leveson Gower, 1767
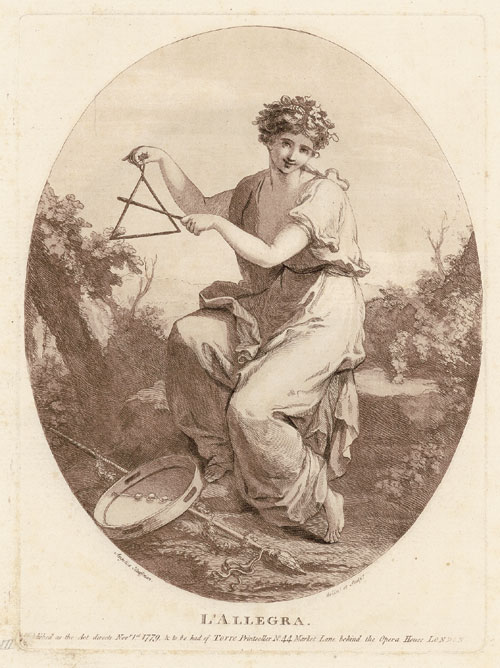
L’Allegra, 1779
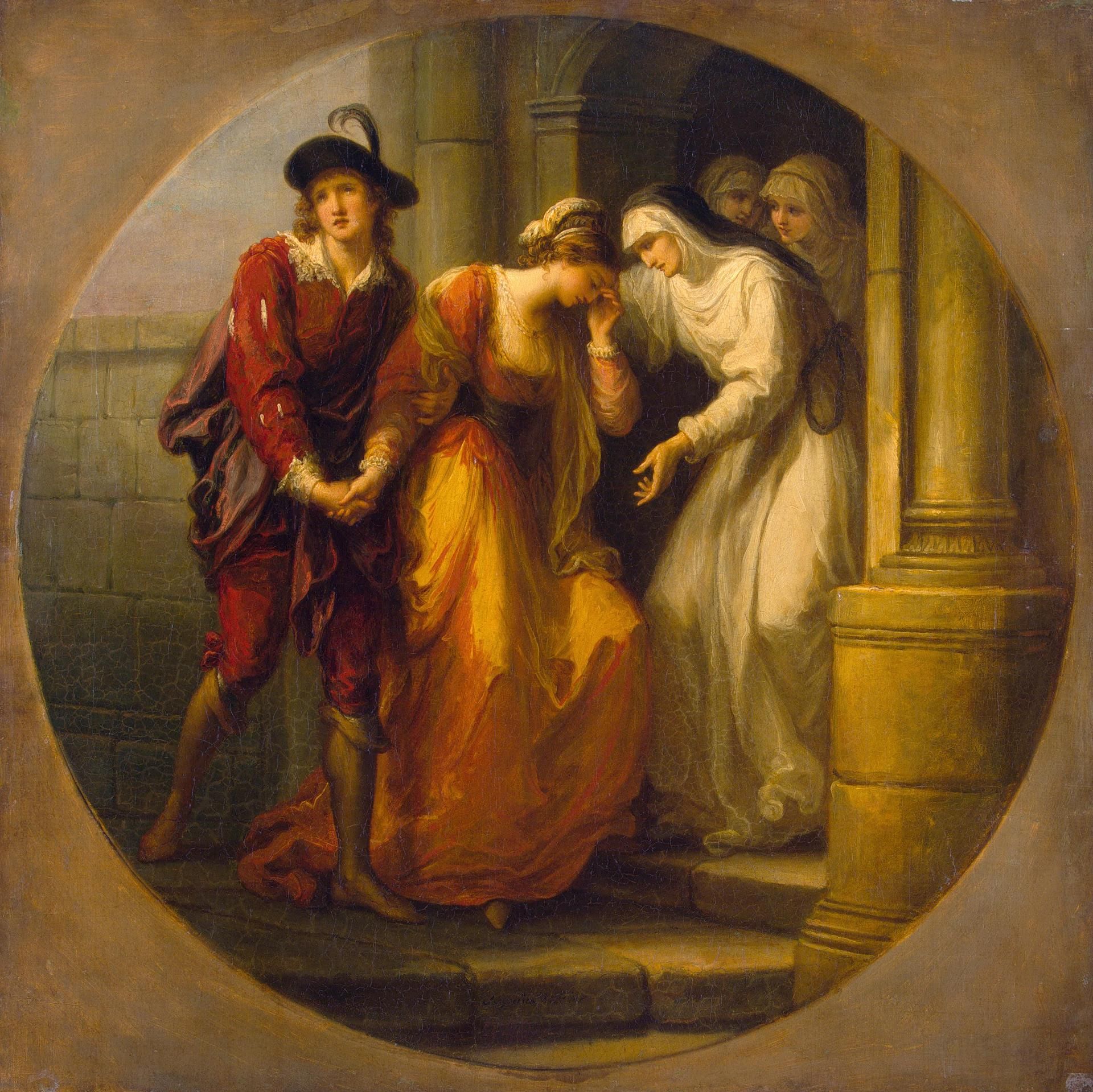
Abschied Abélards von Héloise, 1780
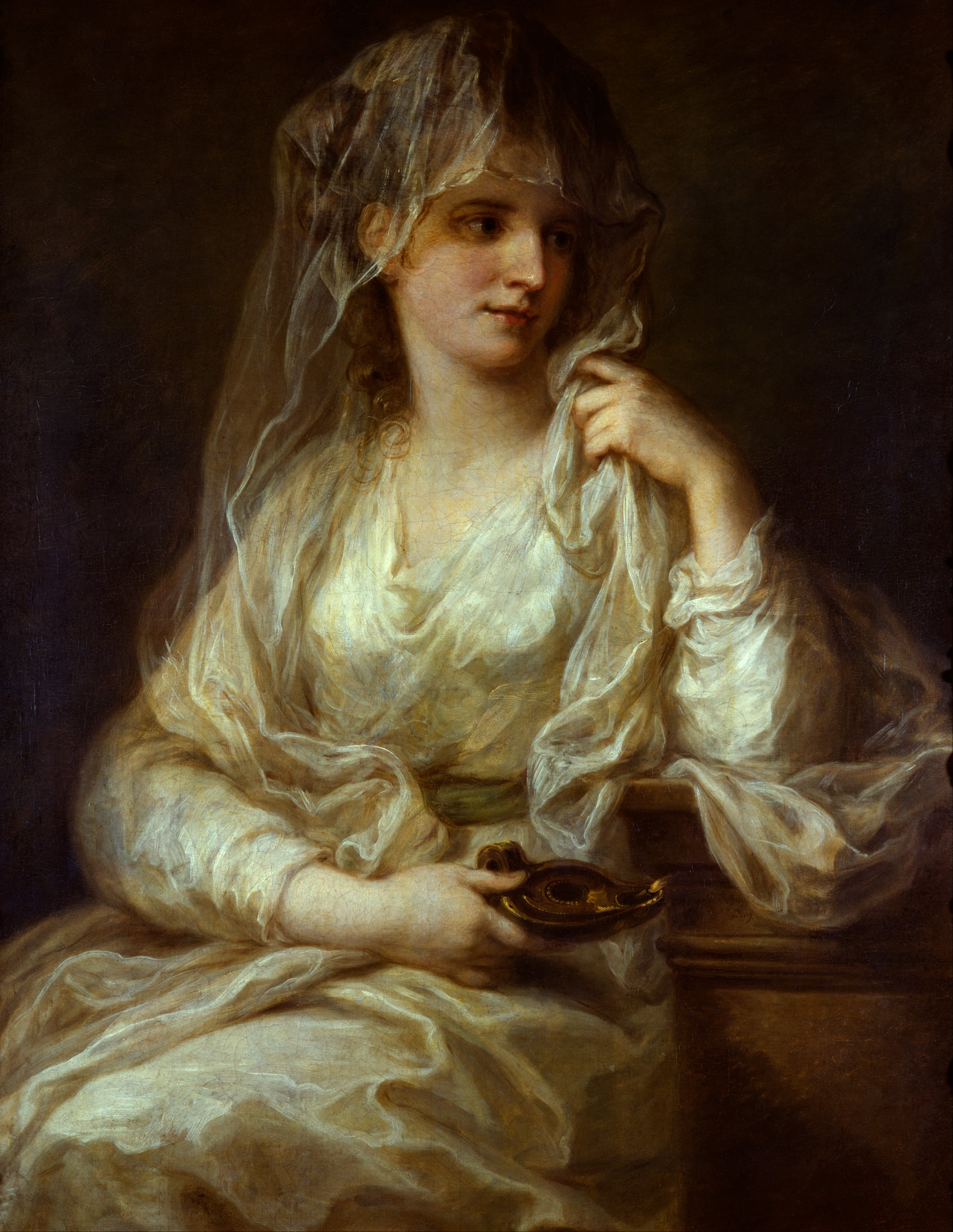
Porträt einer Dame als Vestalin, um 1780
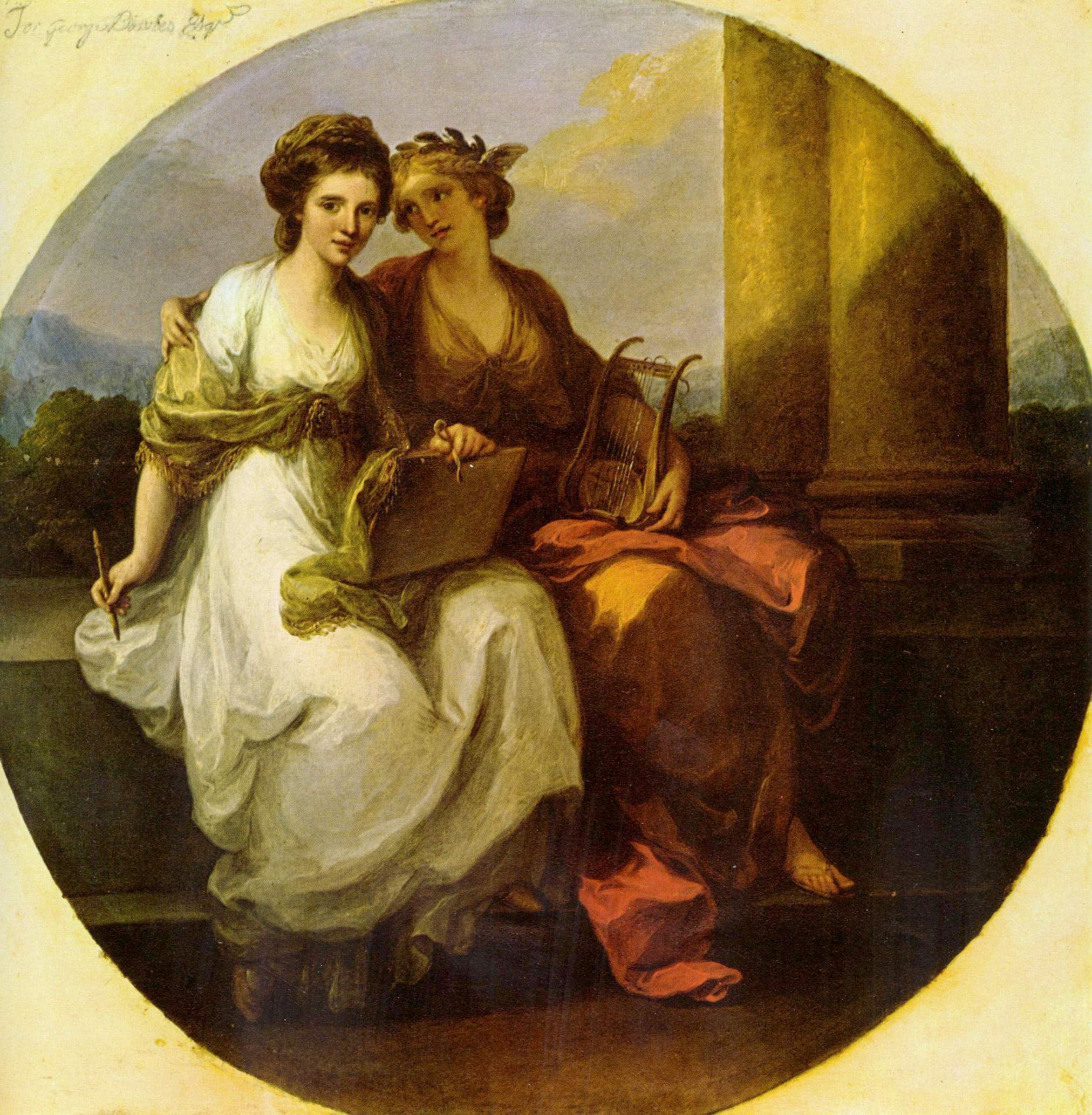
Die Dichtung umarmt die Malerei, 1782
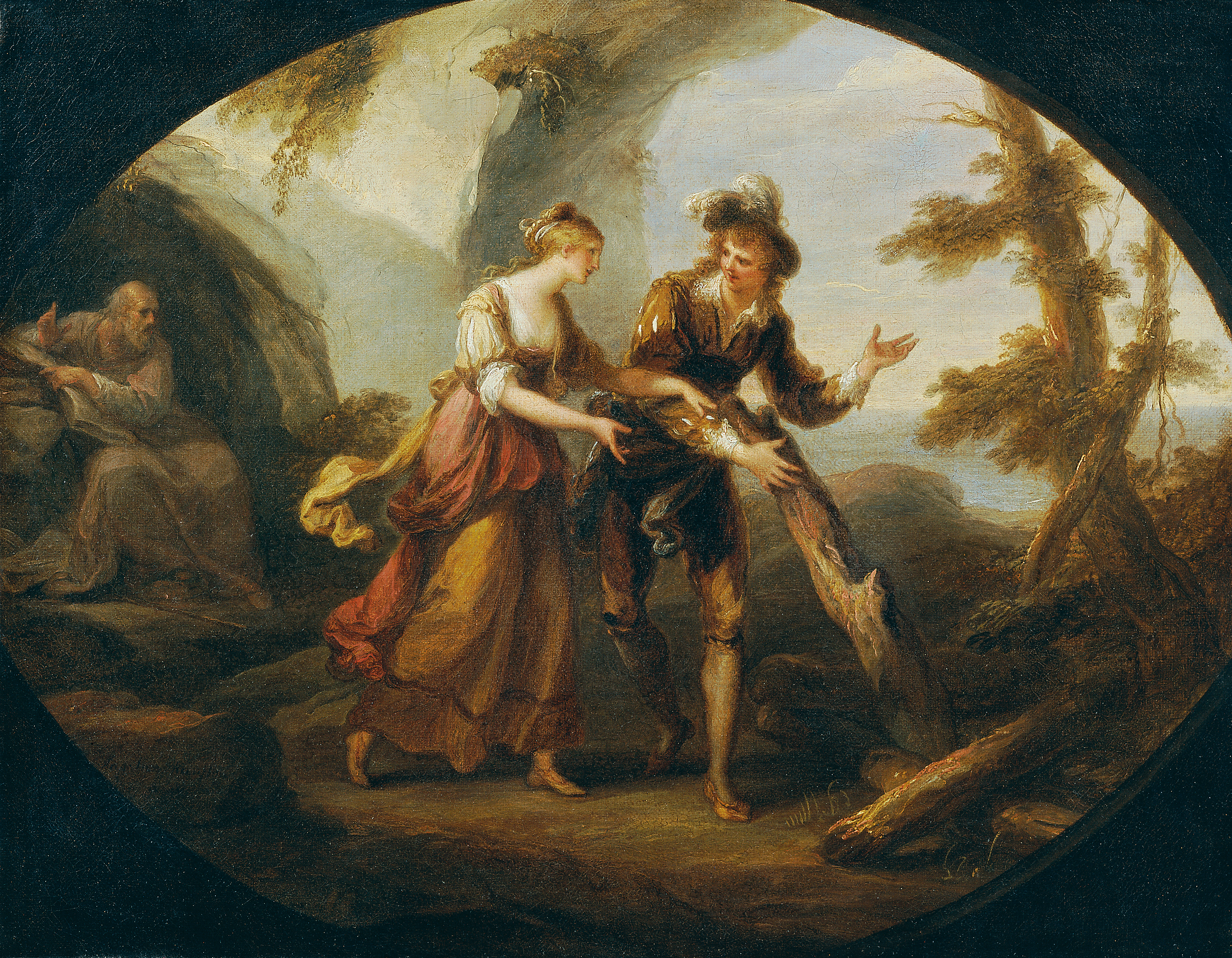
Szene mit Miranda und Ferdinand, 1782
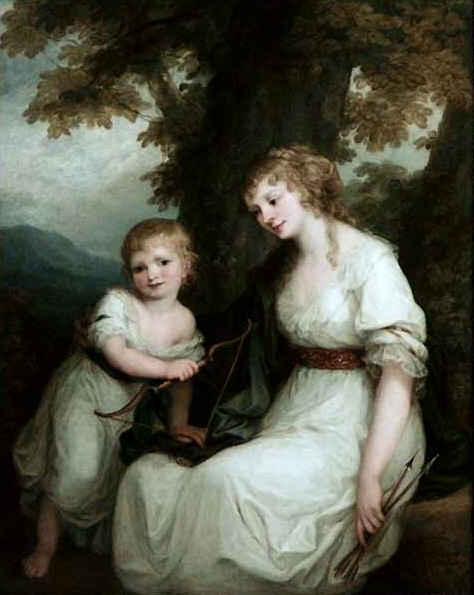
Juliane von Krüdener und ihr Sohn Paul, 1786
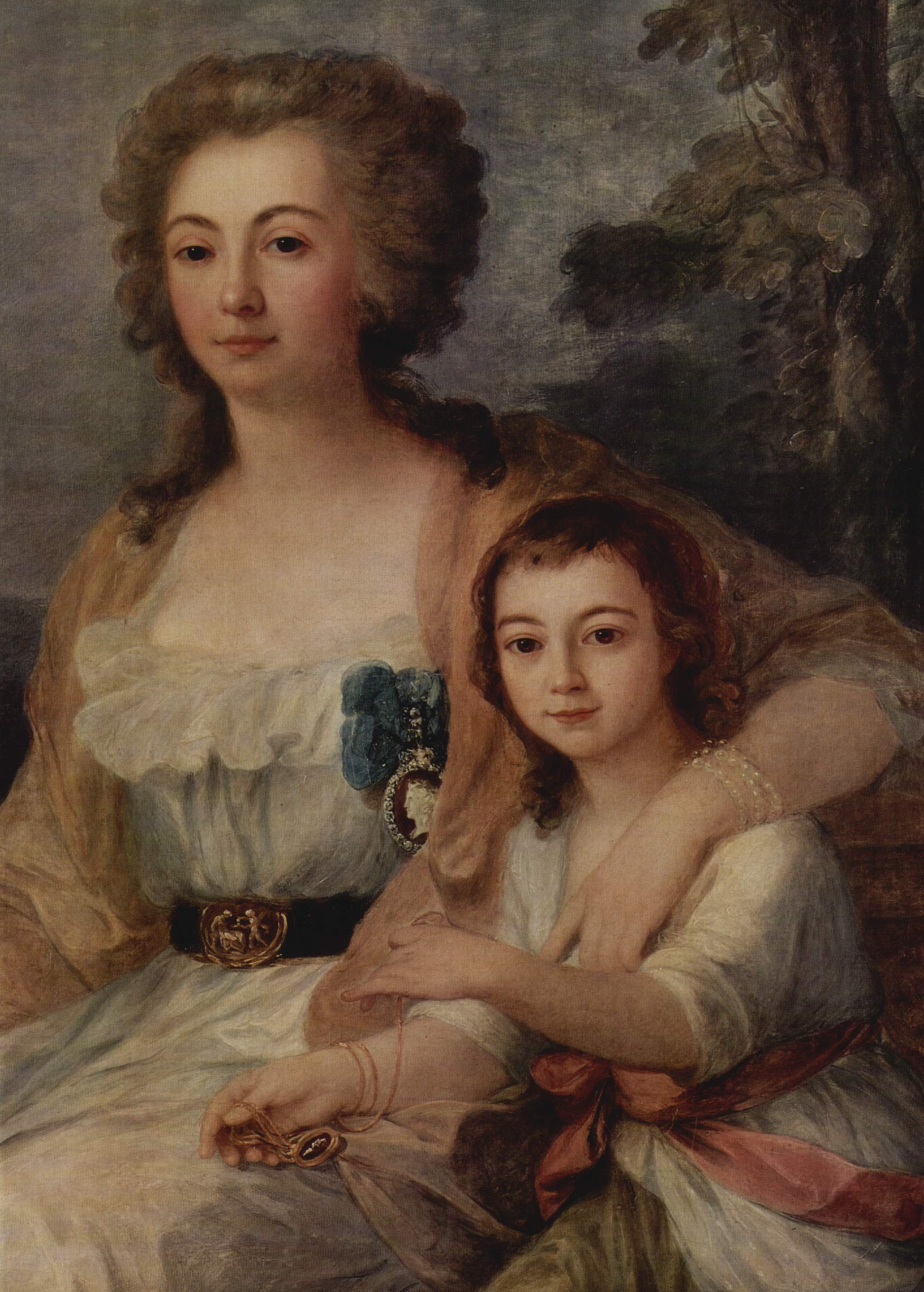
Porträt der Gräfin Anna Protassowa mit ihren Nichten, 1788
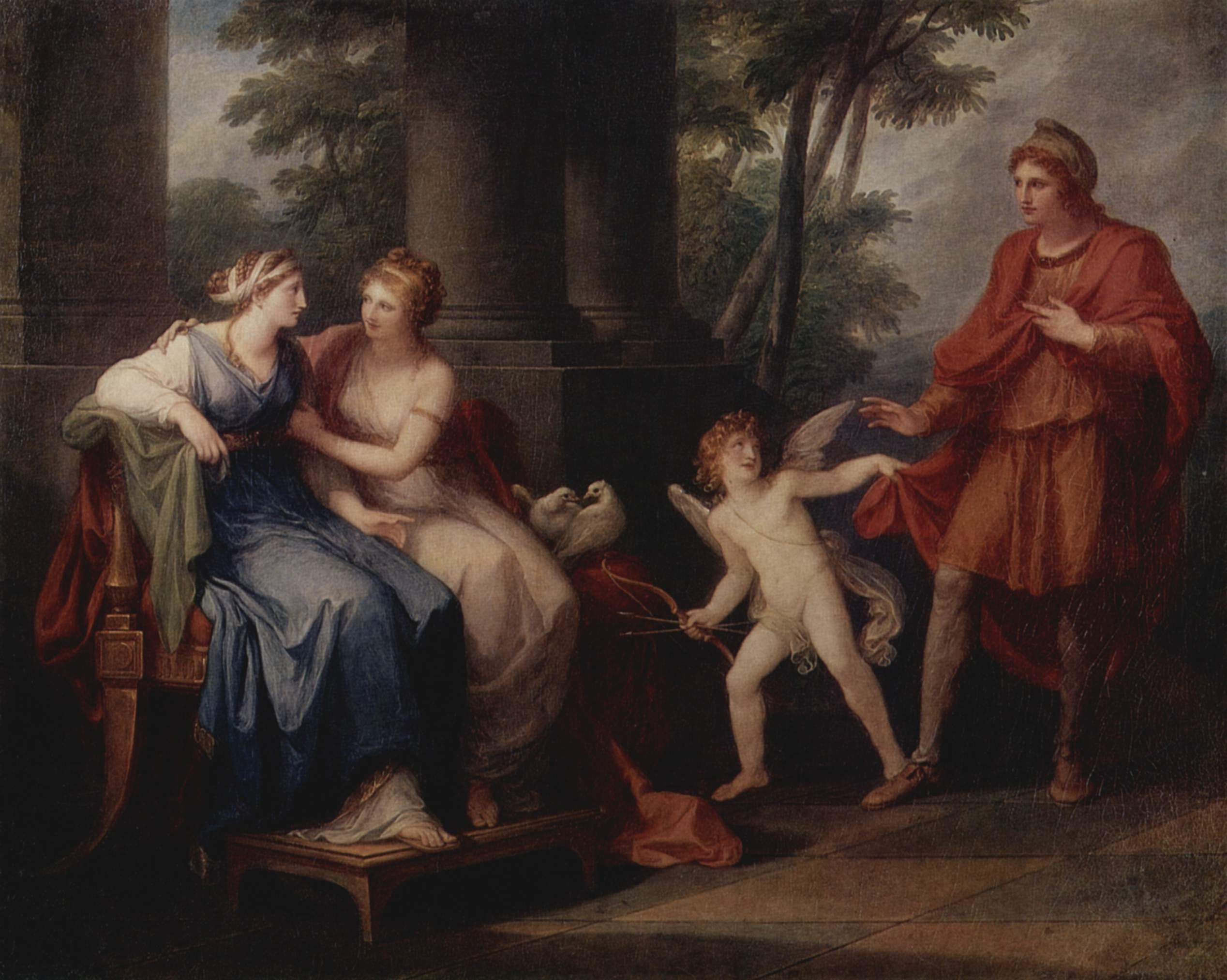
Venus überredet Helena Paris zu erhören, 1790
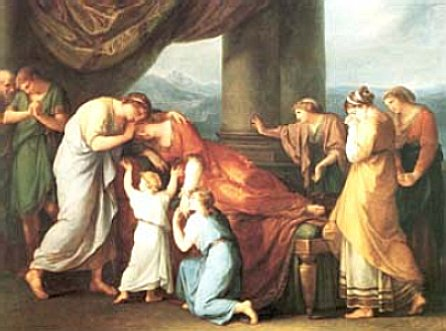
Tod der Alcestis, 1790
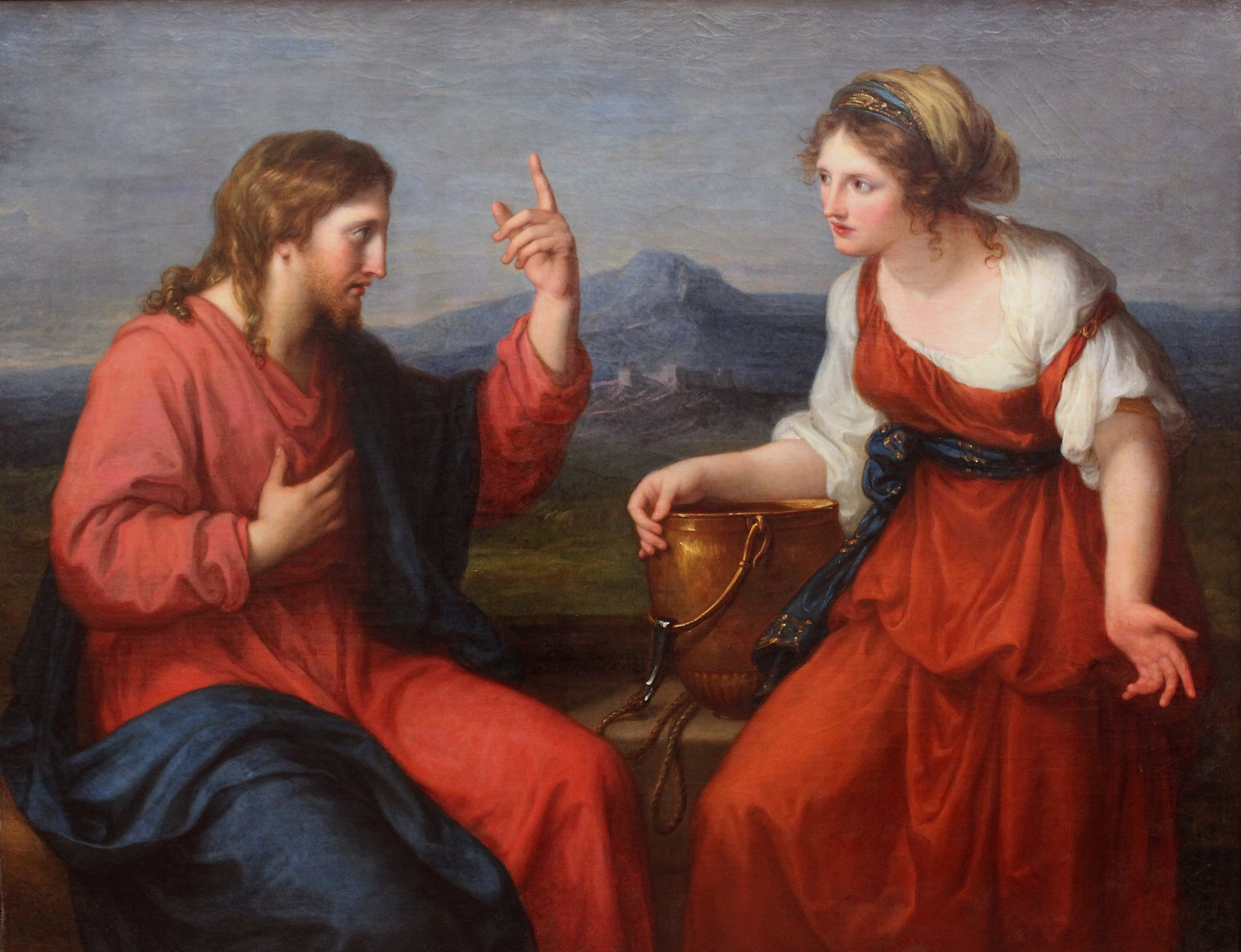
Jesus und die Samariterin am Brunnen Jakobs, 1796
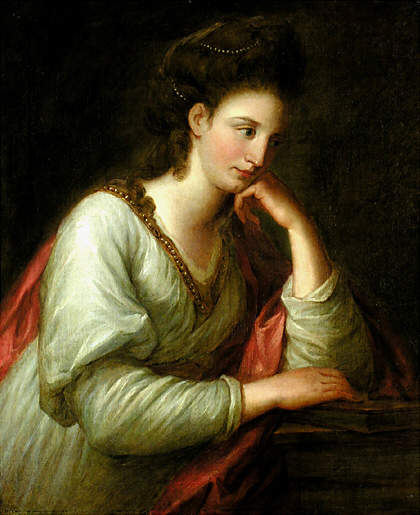
Porträt von Madame Latouche, Ehefrau von John Latouche

Angelika Kauffmann schuf Porträts und Historienbilder. Ihre Porträts waren idealisierend und von Rokoko und Empfindsamkeit geprägt. Später arbeitete sie unter dem Einfluss von Johann Joachim Winckelmann und Anton Raphael Mengs auch im klassizistischen Stil.
- Bildnis des Patriziers Anton von Salis. (Schloss Paspels), 1757.
- Bildnis vom Landammann Bartholomäus Aberer. Angelika Kauffmann Museum, 1758, Öl auf Leinwand
- Bildnis Johann Joachim Winckelmann. (Kunsthaus Zürich), 1764, Öl auf Leinwand
- Selbstbildnis mit Zeichengriffel (Privatsammlung), 1768, Öl auf Leinwand, 60,8 × 43,4 cm
- John Simpson, Vater von Maria Susanna Lady Ravensworth. (Wien, Österreichische Galerie), 1773, Öl auf Leinwand
- Porträt einer Dame als Vestalin. (Dresden, Gemäldegalerie), 4. Viertel 18. Jahrhundert, Öl auf Leinwand, 92 × 72 cm
- Selbstporträt. (St. Petersburg, Eremitage), 1780–1785, Öl auf Leinwand, 76,5 × 63 cm
- Der Abschied Abelards von Heloise[11] (St. Petersburg, Eremitage), 1780, Öl auf Leinwand, 65,5 cm im Durchmesser
- Der Mönch aus Calais. (St. Petersburg, Eremitage), 1780, Öl auf Leinwand, 65,5 cm im Durchmesser
- Selbstporträt. (Innsbruck, Tiroler Landesmuseum Ferdinandeum), um 1781
- Die Dichtung umarmt die Malerei. (London, Sammlung Lord Iveagh Bequest), 1782, Öl auf Leinwand, 61 cm im Durchmesser
- Szene mit Miranda und Ferdinand aus Shakespeares ‚Der Sturm‘. (Wien, Österreichische Galerie), 1782, Öl auf Leinwand, 35 × 45 cm
- Ferdinand IV., König von Neapel, und seine Familie. (Wien, Liechtenstein-Museum), 1783
- Selbstbildnis. (München, Neue Pinakothek, Inv. Nr. 1056), 1784, Öl auf Leinwand, 64,8 × 50,7 cm
- Julia, die Gemahlin des Pompejus, erfährt den vermeintlichen Tod ihres Gatten. (Weimar, Schlossmuseum), 1785, Öl auf Leinwand, 100,4 × 127,6 cm
- Juliane von Krüdener und ihr Sohn Paul. (Paris, Musée du Louvre), 1786, Öl auf Leinwand
- Die Gräfin Anna Protassowa mit ihren Nichten. (St. Petersburg, Eremitage), 1788, Öl auf Leinwand, 123 × 159 cm
- Porträt der Gräfin Catherine Skawronska. (Nürnberg, Germanisches Nationalmuseum, Gm 1931), 1789
- Herzogin Anna Amalia von Sachsen-Weimar-Eisenach (Klassik Stiftung Weimar), 1789, Öl auf Leinwand[12]
- Venus überredet Helena Paris zu erhören. (St. Petersburg, Eremitage), 1790, Öl auf Leinwand, 102 × 127,5 cm
- Tod der Alkestis. (Bregenz, vorarlberg museum), 1790
- Selbstbildnis am Scheideweg zwischen Musik und Malerei. (Puschkin-Museum, Moskau), 1791/92; (Nostell Priory, West Yorkshire)[13], 1794 signiert, Öl auf Leinwand, 147,3 × 215,9 cm
- Agrippa trauert über der Urne des Germanicus (Kunstpalast, Düsseldorf, Vermächtnis Werner G. Linus Müller), 1793, Öl auf Leinwand, 128,2 × 93,6 cm
- Bildnis der Stegreifvirtuosin Teresa Bandettini-Landucci als Muse, (Kunstpalast, Düsseldorf, Vermächtnis Werner G. Linus Müller), 1794, Öl auf Leinwand, 128,2 × 93,6 cm

## Ausstellungen
- 1998/1999: Retrospektive Angelika Kauffmann (270 Werke mit ca. 450 Abb.), Düsseldorf, Kunstmuseum (15. November 1998 – 24. Januar 1999); München, Haus der Kunst (5. Februar – 18. April 1999); Chur, Bündner Kunstmuseum (8. Mai – 11. Juli 1999)
- 2007: Angelika Kauffmann: Ein Weib von ungeheurem Talent. Gedächtnisausstellung des Vorarlberger Landesmuseum zum 200. Todestag der Künstlerin. Die als Ausstellung an zwei Orten konzipierte Schau fand im Landesmuseum und im Heimatmuseum Schwarzenberg statt (14. Juni – 5. November 2007).
- seit 2007: Permanente Dokumentation im Heimatmuseum Schwarzenberg, das am 3. Juni 2007 mit einer Gedächtnisausstellung zum 200. Todestag als Angelika-Kauffmann-Museum wieder eröffnet wurde.
- 2008: Angelika Kauffmann: In Liebe ans Vaterland. Förderverein „Freunde Angelika Kauffmann Museum Schwarzenberg“ (17. Mai – 26. Oktober 2008).
- 2010/2011: Angelika Kauffmann (1741–1807) – Das Vorarlberger Landesmuseum zu Gast. Salzburg Museum/Neue Residenz (19. November 2010 – 20. Februar 2011).
- 2011: Angelika Kauffmann – Liebende. Angelika-Kauffmann-Museum Schwarzenberg (11. Juni – 26. Oktober 2011).
- 2012: Angelika Kauffmann – Malerei und Mythos. Bei der Wiesbadener Casino-Gesellschaft (9. Februar – 18. März 2012).
- 2012: Angelika Kauffmann zwischen Musik und Malerei. Angelika Kauffmann Museum Schwarzenberg (12. Mai – 28. Oktober 2012).
- 2015: Angelika Kauffmann – Residenz Rom. Angelika Kauffmann Museum Schwarzenberg (1. Mai – 25. Oktober 2015)
- 2019: Angelika Kauffmann. Unbekannte Schätze aus Vorarlberger Privatsammlungen vorarlberg museum und Angelika Kauffmann Museum Schwarzenberg (16. Juni – 3. November 2019)[14]
- 2020: Angelika Kauffmann. Künstlerin, Powerfrau, Influencerin. Museum Kunstpalast Düsseldorf (30. Januar – 24. Mai 2020)
- 2023: Aus dem Schatten. Künstlerinnen vom 16. bis zum 18. Jahrhundert. Gemäldegalerie Alte Meister Dresden (12. Mai – 20. August 2023)
- 2024 Angelika Kauffmann. Royal Academy of Arts, London (1. März – 30. Juni 2024)[15]